# Заповіт
Запові́т — правовий документ, зроблений у встановленій законом формі розпорядження дієздатного громадянина (заповідача) на випадок смерті про належне йому майно.
Ширше заповіт особи — це взагалі прохання/звернення до третіх осіб (родичів, майбутніх нащадків, подеколи взагалі до представників якоїсь групи, нації тощо), найчастіше щодо належних цій особі матеріальних (подеколи нематеріальних) благ. За сучасності заповіт реалізується переважно у правовій формі, бувши складовою спадкового права (відгалуження цивільного права).

## Заповіт — правовий документ
Заповіт як правовий документ укладається в письмовій формі (це може бути спадковий договір), підписується заповідачем і посвідчується нотаріусом. У передбачених законом випадках заповіт може бути посвідчений іншими службовими особами (наприклад, командиром військової частини, головним лікарем, капітаном судна тощо).
Заповідач може в заповіті позбавити права спадкоємства ту або іншу особу, крім тих, хто має право на обов'язкову частку у спадщині.
У заповіті можна робити певні розпорядження (наприклад, встановлювати спеціальні доручення з приводу майна, які покладаються на спадкоємців).
Заповідач може в будь-який час змінити або скасувати зроблений ним заповіт, скласти новий.
Порядок посвідчення заповіту та спадкування за заповітом встановлено Цивільним кодексом України.
Заповіт може бути посвідчений на користь однієї або кількох осіб, незалежно від того, чи перебувають вони із заповідачем в родинних стосунках, заповідач може без вказівки причин позбавити права на спадкоємство своїх родичів, однак він не може позбавити права на спадкування осіб, які мають право на обов’язкову частку в спадщині. Так, неповнолітні, повнолітні непрацездатні діти спадкодавця, непрацездатна вдова (вдівець) та непрацездатні батьки спадкують, незалежно від змісту заповіту, половину частки, яка належала б кожному з них у разі спадкування за законом (обов’язкова частка). 
Заповіт припускає обов'язкову письмову форму і посвідчення відповідною посадовою особою. Заповіт, складений особою, що не мала на це право, а також заповіт, складений з порушенням вимог щодо його форми та посвідчення, є нікчемним.
Заповіт складається у письмовій формі, із зазначенням місця та часу його складення, та має бути особисто підписаний заповідачем.Також він повинен бути посвідчений нотаріусом, або іншими посадовими особами, яких законодавством наділено такого права (лікарем — у госпіталі, лікарні, іншому закладі охорони здоров'я, в якому особа перебуває на лікуванні, капітаном судна — якщо особа перебуває в плаванні, та іншими посадовими особами, які зазначені в ст.1252 Цивільного кодексу України).
Заповіт може бути записаний власноручно заповідачем або на його прохання записаний нотаріусом за допомогою загальноприйнятих технічних засобів.
Нотаріус та інші посадові особи, які уповноважені посвідчувати заповіти, мають попередньо ознайомитися зі змістом заповіту та усунути недоліки, що можуть вплинути на його чинність, упевнитись у справжності волі заповідача, аби унеможливити виникнення спору у майбутньому та визнання заповіту недійсним. 
Спадкоємцями за заповітом можуть бути : фізичні особи, юридичні особи, держава.
Право фізичної особи на заповіт невід'ємно пов'язано з його особистим правом щодо розпорядження своїм майном та вільного вибору на призначення спадкоємців, скасування чи зміни вже посвідченого нотаріусом заповіту або укладення нового заповіту.
Заповідач може на свій розсуд розпорядитися своїм правом і у будь-який час скасувати, змінити або скласти новий заповіт, не зазначаючи причин прийнятого ним такого рішення. 
Заповіт складається за життя людини, а підлягає виконання тільки після його смерті. Факт смерті заповідача є умовою для набуття чинності заповіту. Волевиявлення спадкоємців (прийняти або не прийняти спадок) має значення тільки на момент смерті заповідача та відкриття спадщини. Дуже важливо скласти заповіт так, щоб в майбутньому не виникло різночитання волі заповідача, і щоб процес спадкоємства проходив саме так, як того хотів заповідач.